# Iset (kněžka)
Iset (také Aset nebo Isis) byla egyptská princezna a kněžka během 20. dynastie. Byla dcerou faraona Ramesse VI. a jeho ženy Nubchesbed a sestrou faraona Ramesse VII. Jako první držela obnovené kněžské tituly boží manželka Amona a uctívačka boha Amona. Byla také první kněžka s hodností boží manželka Amona, která žila v celibátu. Je zobrazena na stéle z Koptosu.